# Schistura devdevi
Schistura devdevi е вид лъчеперка от семейство Nemacheilidae. Видът е почти застрашен от изчезване.

## Разпространение
Разпространен е в Индия (Аруначал Прадеш, Асам, Дарджилинг, Западна Бенгалия и Сиким) и Непал.

## Описание
На дължина достигат до 4 cm.